# John Pulman
Pour les articles homonymes, voir Pulman.
Herbert John Pulman est un joueur de snooker professionnel anglais né le 12 décembre 1923 dans le comté de Devon et mort après une chute le 25 décembre 1998 à Northampton. 
Il a remporté huit fois le championnat du monde, tout d'abord en 1957, puis entre 1964 et 1968 en dominant des joueurs comme Rex Williams, Fred Davis, Eddie Charlton, ou encore Ray Reardon. Il échoue également trois fois en finale du championnat et remporte quatre autres tournois professionnels ainsi que le championnat d'Angleterre amateur en 1946.
Il atteint son meilleur classement international (7e mondial), après une demi-finale au championnat du monde 1977, où il est battu par John Spencer (18-16). Ce classement est à relativiser dans la mesure où il n'a été introduit que lors de la saison 1976-1977. 

## Biographie
Né le 12 décembre 1923 sous le nom de Herbert John Pulman, il est le fils d'un ancien boulanger et pâtissier qui a vendu son commerce en 1929 pour ouvrir une salle de billard. C'est dans la salle ouverte par son père que John empoche ses premières billes, et réalise son premier centurie à l'âge de douze ans. Pulman remporte ses premières compétitions de snooker à l'école.
Inscrit au championnat d'Angleterre de 1938, Pulman oublie sa queue de billard dans le train qui le transporte au Burroughes Hall. Il est autorisé à choisir un équipement sur place, afin de pouvoir disputé l'épreuve, et utilisera cette queue jusqu'à la fin de sa carrière,.
Pendant la seconde guerre mondiale, il s'engage dans l'armée britannique et fabrique des ailes pour spitfires.
John Pulman devient le plus jeune champion amateur anglais de l'époque, en remportant le titre en 1946. Il participe pour la première fois au championnat du monde en 1947, mais perd au tour de qualification contre Albert Brown, qu'il avait battu l'année précédente en finale amateur. Ce n'est qu'en 1957 qu'il remporte l'épreuve, après avoir dominé des joueurs comme Rex Williams (21-16) et Jackie Rea (39-34). Il remporte ensuite le championnat du monde par sept autres fois, entre 1964 et 1968. Il glane trois fois le titre face à Fred Davis, en 1964, 1965 et 1966. Il remporte également le titre contre un autre champion du monde : Eddie Charlton, et dispute sa dernière finale en 1970, où il est défait par celui qui remportera six fois le trophée, Ray Reardon.
A la mise en place du classement mondial de snooker pour la saison 1976-1977, John Pulman occupe la 15e place de la planète. Au championnat du monde 1977, il parvient à se défaire de Fred Davis et Graham Miles. Son parcours prend fin contre le futur vainqueur, John Spencer (18-16), en demi-finale. Malgré cette défaite, ce résultat lui permet de grimper jusqu'au 7e échelon du classement ; son meilleur en carrière. Sa dernière apparition au Crucible Theatre est en 1980, quand il perd au premier tour.
Il prend sa retraite en 1982, à la suite d'un accident, mais continue à s'impliquer dans le jeu en tant que commentateur à la télévision.
Pulman est mort le jour de Noël 1998, des suites des blessures dues à une chute dans un escalier.

## Palmarès
| Légende | Catégorie                      | Titres                         | Finales                        |
|         | Tournois non classés           | 12                             | 9                              |
|         | Tournois amateurs              | 1                              | 0                              |
| Gras    | Tournois de la triple couronne | Tournois de la triple couronne | Tournois de la triple couronne |

### Titres
| Saison         | Nom du tournoi                              | Lieu                     | Finaliste          | Score                 | Tableau |
| 1946           | Championnat d'Angleterre amateur            | Londres                  | Albert Brown       | 5-3                   |         |
| 1948           | Tournoi de qualification Sunday Empire News | Londres                  | Kingsley Kennerley | Championnat           |         |
| 1954           | Tournoi News of the world                   | Londres                  | Joe Davis          | 7-1                   |         |
| 1957           | Tournoi News of the world (2)               | Londres                  | Fred Davis         | 5-0                   |         |
| 1957           | Championnat du monde                        | Jersey                   | Jackie Rea         | 39-34                 | Tableau |
| Avril 1964     | Championnat du monde (2)                    | Londres                  | Fred Davis         | 19-16                 | Tableau |
| 1964           | Tournoi Conayes                             | Londres                  | Rex Williams       | Tournoi toutes rondes |         |
| Octobre 1964   | Championnat du monde (3)                    | Londres                  | Rex Williams       | 40-33                 | Tableau |
| Mars 1965      | Championnat du monde (4)                    | Londres                  | Fred Davis         | 37-36                 | Tableau |
| Septembre 1965 | Championnat du monde (5)                    | Drapeau d'Afrique du Sud | Rex Williams       | 25-22                 | Tableau |
| Décembre 1965  | Championnat du monde (6)                    | Drapeau d'Afrique du Sud | Fred Van Rensburg  | 39-12                 | Tableau |
| Avril 1966     | Championnat du monde (7)                    | Liverpool                | Fred Davis         | 5-2                   | Tableau |
| Mars 1968      | Championnat du monde (8)                    | Bolton                   | Eddie Charlton     | 39-34                 | Tableau |

### Finales perdues
| Saison    | Nom du tournoi                | Lieu      | Vainqueur    | Score       | Tableau |
| 1948      | Tournoi Sunday Empire News    | Londres   | Joe Davis    | Championnat |         |
| 1951      | Tournoi News of the world     | Londres   | Alec Brown   | 0-7         |         |
| 1955      | Championnat du monde          | Blackpool | Fred Davis   | 34-37       | Tableau |
| 1956      | Championnat du monde (2)      | Blackpool | Fred Davis   | 35-38       | Tableau |
| 1958      | Tournoi News of the world (2) | Londres   | Fred Davis   | 1-4         |         |
| 1969-1970 | Championnat du monde (3)      | Londres   | Ray Reardon  | 33-37       | Tableau |
| 1973-1974 | Open Norwich Union            | Londres   | John Spencer | 7-8         | Tableau |
| 1975-1976 | Open du Canada                | Toronto   | Alex Higgins | 7-15        | Tableau |
| 1976-1977 | Tournoi Pontins               | Prestatyn | John Spencer | 5-7         | Tableau |